# 桑卡拉尼
桑卡拉尼（法語：Sankarani），是馬里的城鎮，位於該國南部，由錫卡索區的揚福利拉省負責管轄，面積229平方公里，海拔高度362米，2009年人口7,876，人口密度每平方公里34人。